# Universidad Nacional de Occidente
La Universidad Nacional de Occidente fue uno de los primeros centros de estudios superiores fundados en Honduras.

## Historia de su fundación
La "Villa de Santa Rosa", actual (Santa Rosa de Copán) considerada una de las principales ciudades capitalistas de Centroamérica en el siglo XIX, no contaba con un centro de educación superior, los estudiantes tenían que viajar sino a Guatemala, El Salvador, a la ciudad de Tegucigalpa, o inclusive a Nicaragua para educarse. En consecuencia, los ciudadanos Presbítero Abogado Jesús María Rodríguez Orellana y el Licenciado Carlos Madrid y otras personas activas de la occidental ciudad, solicitaron la creación de un centro de estudios. Durante la presidencia del General Ponciano Leiva Madrid, se decretó la creación del “Instituto Científico de San Carlos” el 8 de octubre de 1874, e inaugurándose más tarde el 29 del mismo mes en el edificio de la "Casa Nacional" de la Villa de Santa Rosa, se nombró como primer Director al Abogado Jesús María Rodríguez Orellana, como subdirector el Licenciado Carlos Madrid y como secretario el Bachiller Victoriano Castellanos (hijo).
- Decreto de creación del Instituto Científico de San Carlos de Borromeo.

El Presidente de la República:
- Considerando: Que es una de las principales atribuciones del Poder Ejecutivo, muy recomendada por la Constitución i las Leyes, el desarrollo de la instrucción pública, i que la difusión de las luces es uno de los principales elementos para la existencia i consolidación de los Gobiernos Republicanos.
- Considerando: Que en la ciudad de Santa Rosa, cabecera del departamento de Copán hay suficiente número de profesores de diversas facultades, interesados en el establecimiento de un cuerpo científico dedicado a la enseñanza secundaria, que han presentado su iniciativa al Gobierno i formulado los reglamentos respectivos.
- Considerando: Que los pueblos de los departamentos occidentales de la República reportarán muchas ventajas de tener más cerca un establecimiento científico, pues su distancia de la Universidad Nacional es un obstáculo para la educación de su juventud. En uso de sus facultades, decreta:
- Artículo 1o. Se erige un establecimiento literario en la ciudad de Santa Rosa, cabecera del departamento de Copán, con el nombre de Instituto Científico de San Carlos.
- Artículo 2o. Oportunamente se decretarán los estatutos respectivos.
- Artículo 3o. Dese cuenta con esta disposición al próximo Congreso para su aprobación.

Dado en Tegucigalpa, a 8 de octubre de 1874". (Rúbrica) Ponciano Leiva, El Ministro de Instrucción Pública. (Rúbrica) Esteban Ferrari.

El gobierno de la república autorizó a que el Gobernador Departamental hiciere efectiva de las rentas del producto del impuesto del destazo de ganado (un real por cabeza) y más la cuota de los Ayuntamientos indicada por la Junta administrativa del instituto para su mantenimiento. En 1876 la Asamblea Nacional Legislativa otorgó al instituto una parte del impuesto acordado y en compensación entregó la suma de 4000 Pesos del impuesto de tierras, lo cual no era suficiente, más tarde el presidente Marco Aurelio Soto ordenó que se entregasen 40 Pesos mensuales al Instituto.
Seguidamente los ciudadanos santarrocenses viendo el buen funcionamiento del instituto, solicitaron al Gobierno la creación de nuevas carreras superiores; pero, el gobierno concluyó en elevar de categoría al Instituto Científico de San Carlos, a universidad nacional.
- Decreto de confirmación de la Universidad.

Presidente Secretario General
Decreto del Congreso que confirma la creación de la "Universidad Nacional de Occidente".
Decreto No.47: El Presidente Constitucional de la República de Honduras, a sus habitantes, sabed: que el Soberano Congreso ha decretado lo siguiente:
El Soberano Congreso Nacional, con vista del Decreto Supremo de esta fecha que crea en la ciudad de Santa Rosa, departamento de Copán, una universidad que llevará el nombre de Universidad Nacional de Occidente, en sustitución del Instituto Científico de San Carlos, decreta:
- Artículo único: Confirmase el Decreto Supremo aludido.

Al Poder Ejecutivo.

Dado en Tegucigalpa en el Salón de Sesiones a 3 de abril de 1879. Abelardo Zelaya, Diputado Presidente; Jesús María Rodríguez, Diputado Secretario y Luis Bográn, Diputado Secretario. Por Tanto: Ejecútese. Tegucigalpa, 4 de abril de 1879. Marco A. Soto, Presidente; Ramón Rosa, Secretario General.

El Acuerdo gubernamental para la organización interina de la Universidad Nacional de Occidente. Tegucigalpa, se emitió el 4 del mes de abril de 1879. nombrándose como Rector al Presbítero y Licenciado Jesús María Rodríguez Orellana, a partir de allí el novel centro universitario siguió titulando bachilleres y licenciado en derecho. Con fecha 15 de enero de 1880 apareció en el periódico oficial La Gaceta edición con Número 61 el desglose del presupuesto otorgado a la Universidad Nacional de Occidente (UNO). Al año siguiente (1881) se rinde otro informe al gobierno de la república sobre los avances en la vida del centro universitario que cuenta con 76 alumnos, distribuidos así: 14 estudian Ciencias Sociales y 62 ciencias y letras.

### Catedráticos del UNO
Entre los catedráticos que impartieron sus conocimientos en el UNO, estaban: El Licenciado Carlos Madrid, Bachiller Antonio Maradiaga, Bachiller Jesús Rendón, Señor Roque Aguilar, Bachiller Romualdo Figueroa, Señor de apellido Blanco, Bachiller Antonio Figueroa, Señor José María Cobos, Bachiller Jesús Madrid y el Licenciado Henry Fasquelle.

### Rectores del UNO
| Rectores de la Universidad Nacional de Occidente | Rectores de la Universidad Nacional de Occidente | Rectores de la Universidad Nacional de Occidente |
| ------------------------------------------------ | ------------------------------------------------ | ------------------------------------------------ |
| Título                                           | Nombre                                           | Período                                          |
|                                                  |                                                  |                                                  |
| Abogado                                          | Jesús María Rodríguez Orellana                   | 1879-1881                                        |
| Licenciado                                       | Carlos Madrid                                    | 1881-1883                                        |
| Bachiller y General                              | Emilio Delgado                                   | 1883-1884                                        |
| Doctor                                           | Juan Ángel Arias Boquín                          | 1884-1884                                        |
| Doctor                                           | Macario Araujo (salvadoreño)                     | 1884                                             |

## Decadencia de la universidad
En 1883 la universidad con ideas de expandirse organizó un “Centro Educativo” en la ciudad de Ocotepeque. Se iniciaron los trámites para la abrir la carrera de Medicina pero no tuvo el alcance y proyección deseado por lo que fracaso.
El UNO adquirió una imprenta en la que editaban un periódico universitario, así informaban al pueblo y se costeaban algunos gastos, que no eran suficientes; los problemas económicos acrecentaban más a la universidad; pero aun con las rentas recibidas y el apoyo de los ciudadanos el UNO no logró subsistir, desapareciendo por completo en el año de 1884.
La sede de la Universidad Nacional de Occidente en Santa Rosa de Copán, fue clausurada un 3 de marzo de 1885 cuando el Congreso Nacional, emitió un decreto definitivo y considerando a su vez que la Universidad Central de Tegucigalpa, era la encargada de impartir la educación superior en Honduras.

## Alumnado
De los egresados de la universidad se encuentran:
- Mariano Vásquez. (La Paz, 1859-1933) graduado de Abogado, se desempeñó como diplomático.
- Julián Castelar,
- Antonio S. Maradiaga,
- Basilio Chacón,
- Francisco de Jesús Madrid,
- Guadalupe Milla,
- J. Miguel Rodríguez.